# NGC 2613
NGC 2613 is een spiraalvormig sterrenstelsel in het sterrenbeeld Kompas. Het hemelobject ligt 66 miljoen lichtjaar (20,1 × 6 parsec) van de Aarde verwijderd en werd op 20 november 1784 ontdekt door de Duits-Britse astronoom William Herschel.

## Synoniemen
- ESO 495-18
- IRAS 08311-2248
- MCG -4-21-3
- AM 0831-224
- UGCA 141
- CGMW 2-3822
- PGC 23997
- H 2.266
- h 3129